# United States Bicycling Hall of Fame

Logo du Panthéon du cyclisme américain

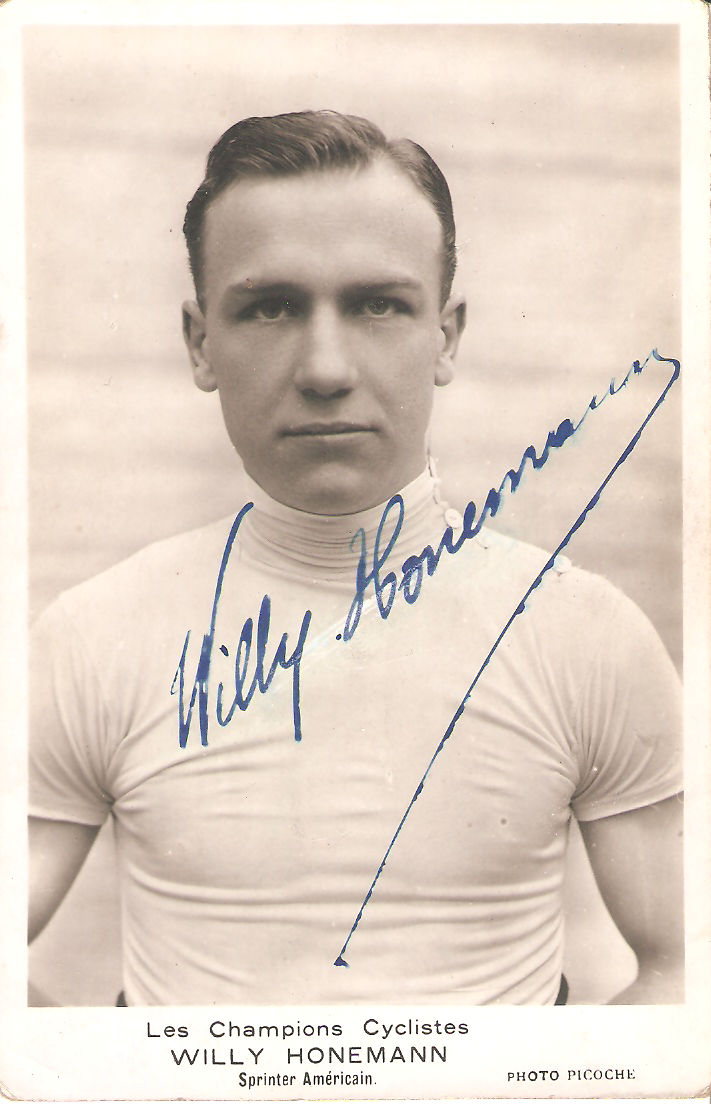
Willy HONEMANN

L'United States Bicycling Hall of Fame ou le Temple de la renommée du cyclisme aux États-Unis, situé à Davis, en Californie, est un organisme privé à but non lucratif, créé dans le but de préserver et de promouvoir le cyclisme. L’organisation est fondée en 1986 à Somerville, dans le New Jersey, et intronise les cyclistes qui ont « obtenu d’importants succès en course ou amélioré le sport » depuis 1987. Elle est basée dans un musée à Davis depuis 2009.

## Emplacement
Le Temple de la renommée était autrefois située à Somerville, dans le New Jersey, avant son déménagement à Davis en avril 2009. L'inauguration officielle des nouvelles installations du centre-ville de Davis a lieu le 24 avril 2010. Le temple de la renommée a rejoint une collection de bicyclettes historiques déjà situées à Davis. La ville possède une infrastructure, une culture et un héritage cyclistes parmi les plus importants du pays.

## Musée

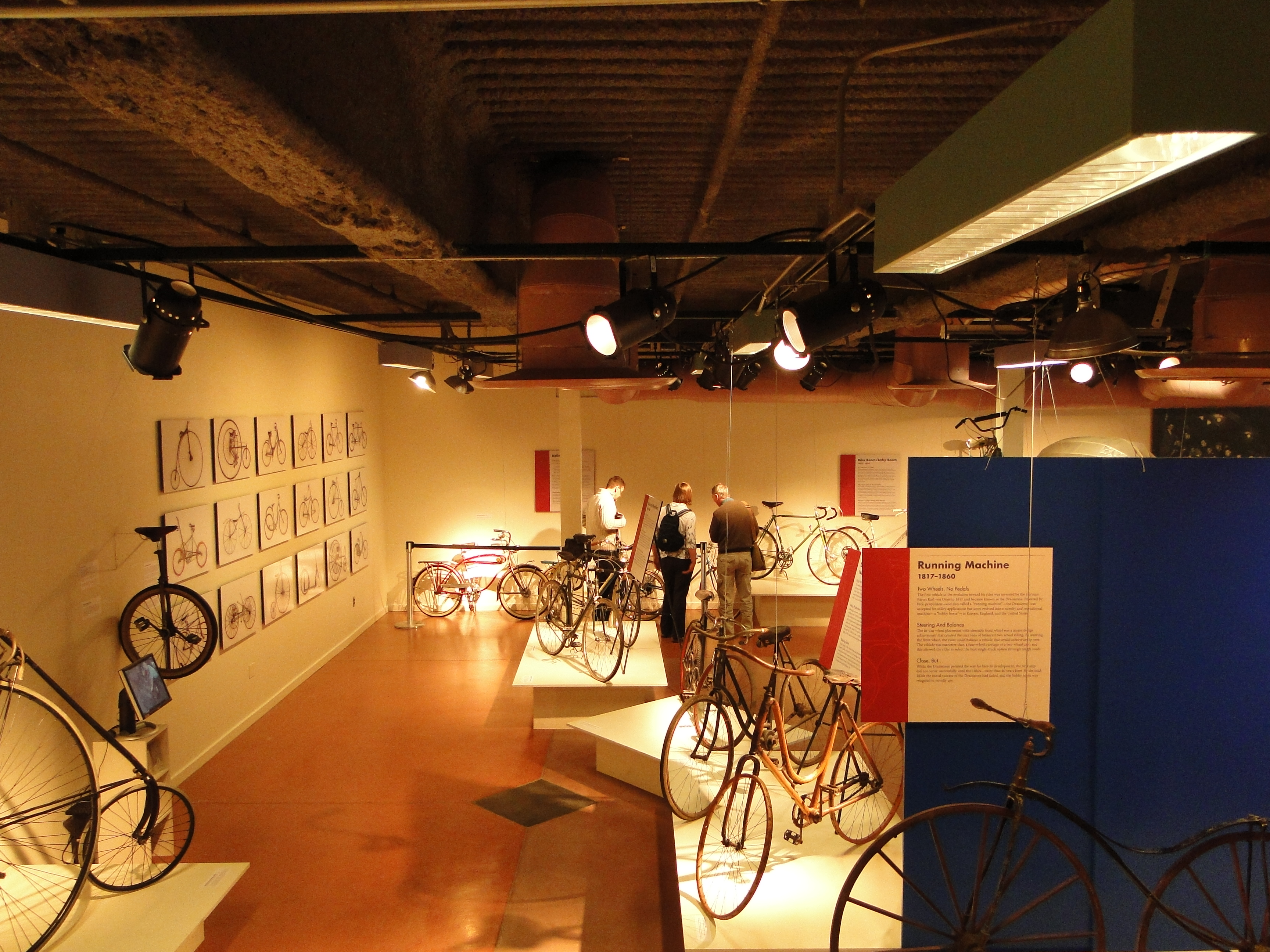
Vélos historiques au US Bicycle Hall of Fame à Davis, en Californie.

Le Temple de la renommée est situé au dernier étage du bâtiment et comprend les vélos de Major Taylor et de Frank Kramer, ainsi que les écharpes de champions et les médailles de ce dernier.
Le rez-de-chaussée du musée comprend des expositions thématiques. En 2010, il y avait une exposition sur le Tour de Californie et une exposition sur Greg LeMond.
Le sous-sol comprend une vaste exposition de vélos historiques, notamment les modèles Draisine et Vélocipède. L'exposition comprend également des vélos emblématiques des années 1950 à aujourd'hui illustrant l'évolution rapide de la bicyclette.

### Cycliste vétéran sur route et sur piste d'avant 1945
- Alfred Goullet (1988)
- Frank Kramer (1988)
- Arthur-Augustus Zimmerman (1989)
- Robert Walthour Senior (1989)
- Marshall 'Major' Taylor (1989)
- Freddie Spencer (1990)
- Charles 'Mile-A-Minute' Murphy (1991)
- Margaret Gast (1993)
- Willie Honeman (1994)
- Furman Kugler (1995)
- Marcus Hurley (1996)
- Norman Albert Hill (1996)
- Frank Connell (1997)
- John Sinibaldi (1997)
- Burton Downing (1998)
- Joseph Magnani (1998)
- John 'Jack' Weston Simes II (1999)
- Tillie Anderson (2000)
- Joseph G Kopsky (2001)
- Mildred Kugler (2002)
- John S. Johnson (2003)
- Reggie McNamara (2004)
- William Spencer (2005)
- Victor Morice Hopkins (2006)
- William "Cecil" Yates (2007)
- George Mallory Hendee (2010)
- Albert Crossley (2015)

### Cycliste vétéran sur route et sur piste d'avant 1970
- Jimmy Walthour Junior (2008)
- Bobby Walthour Junior (2011)
- Donald McDougall (2012)
- Bob Parsons (2012)
- Doris Travani-Mulligan (2013)
- Charley Winter (2014)

### Cycliste vétéran sur route et sur piste
- Jerry Ash (2018)
- George A. Banker (2019)

### Cycliste moderne de 1945 à 1975
- Art Longsjo (1988)
- Jack Disney (1988)
- Sheila Young (1988)
- Audrey McElmury (1989)
- Jack Heid (1989)
- John Howard (1989)
- Ted Smith (1991)
- Doris Kopsky Muller (1992)
- Jim Rossi (1992)
- Frank Peter Brilando (1993)
- John Allis (1993)
- Allen Bell (1994)
- Mary Jane Reoch (1994)
- Jack Simes III (1995)
- Arnie Uhrlass (1997)
- George Lewis Mount (1997)
- Francois Mertens (2000)
- Mike Neel (2000)
- Michael Hiltner (Victor Vincente Of America) (2001)
- Harry Cutting (2002)
- Bob Tetzlaff (2003)
- Steve Woznick (2003)
- John Vande Velde (2004)
- Oliver Martin (2005)
- Robert Pfarr (2006)
- Nancy Burghart Haviland (2007)
- Richard Cortright (2009)
- Tim Mountford (2017)

### Cycliste moderne d'après 1975
- Connie Carpenter-Phinney (1990)
- Sue Novara (1991)
- Mark Gorski (1995)
- Greg LeMond (1996)
- Leonard Harvey Nitz (1996)
- Eric Heiden (1999)
- Wayne Stetina (1999)
- Andy Hampsten (2001)
- Davis Phinney (2001)
- Rebecca Twigg (2002)
- Connie Paraskevin (2003)
- Ron Kiefel (2004)
- Ron Skarin (2005)
- Steve Hegg (2006)
- Dale Stetina (2007)
- Jeanne Golay (2008)
- Nelson Vails (2009)
- Mike McCarthy (2010)
- Martin Nothstein (2011)
- Erin Hartwell (2012)
- Beth Heiden (2013)
- Inga Thompson (2014)
- Janie Eickhoff (2015)
- Leigh Barczewski (2016)
- Mari Holden (2016)
- Roy Knickman (2017)
- Jonathan Boyer[3]
- Alexi Grewal[3]

### Cycliste sur route et sur piste moderne
- Jennie Reed (2018)
- Karen Livingston-Bliss (2019)

### Donateur
- Fred "Pop" Kugler (1987)
- Mike Walden (1990)[4]
- Emile Fraysee (1990)
- Fred "Cappy" Capicchioni (1991)
- Robert Rodale (1991)
- Col. Albert Augustus Pope (1991)
- Al Toefield (1992)
- Nancy Nelman Baranet (1992)
- Louis Maltese (1992)
- John Chapman (1993)
- Mary "Cappy" Capicchioni (1993)
- Barbara George (1994)
- Fred Mengoni (1994)
- Ernie Seubert (1994)
- Otto Eisele (1994)
- Keith Kingbay (1995)
- Frank Small (1995)
- John "Pop" Brennan (1996)
- Eddie Borysewicz (1996)
- Charles E. Pratt (1997)
- Jim Ochowicz (1997)
- Mike Fraysse (1998)
- David Chauner (1998)
- Otto Wenz (1999)
- Dr. Paul Dudley White (2000)
- Fred DeLong (2001)
- Arthur Greenberg (2002)
- Chris Carmichael (2003)
- Bill Woodul (2004)
- Pierre Lallement (2005)
- Michael Aisner (2005)
- Ted Ernst (2006)
- Bernie Anderson (2007)
- William Lambart (2007)
- Tom Schuler (2007)
- Mike Plant (2008)
- Clayton John (2009)
- Phyllis Harmon (2009)
- Dottie Saling (2010)
- Mike Sinyard (2011)
- Tom Ritchey (2012)
- Vincent F. Menci (2013)
- Jerry Casale Jr. (2014)
- Andy Taus (2015)
- Robin Morton (2016)
- Joe Saling (2017)
- Richard DeGarmo (2018)
- Sean Petty (2019)

### VTT
- Joe Murray (1999)
- Jacquie Phelan (2000)
- Ned Overend (2001)
- John Tomac (2004)
- Juli Furtado (2005)
- Ruthie Matthes (2011)
- Steve Larsen (2016)

### BMX
- Stu Thomsen (1998)
- Toby Henderson (2000)
- Perry Kramer (2004)
- Greg Hill (2005)
- David Clinton (2006)
- Cheri Elliott (2008)
- Gary Ellis (2010)
- Mike King (2013)

### Off-Road
- Susan Marie DeMattei (2012)
- Sara Ballantyne (2014)
- Alison Dunlap (2015)
- Laurence Malone (2017)

### Cycliste Off-Road
- Eric Rupe (2018)

### Reconnaissance Spéciale
- Tour of Somerville (1993)
- Team 7-Eleven (1997)
- The Schwinn Family (1999)

## Voir également
- Mountain Bike Hall of Fame